# Кавья
Кавья (санскр. काव्य, IAST: Kāvya) — термин древнеиндийской поэтики, означает художественное произведение, отвечающее канонам поэтики и стилистики. В более узком значении кавья (точнее махакавья — «большая поэтическая форма») обозначает эпос, роман или лироэпическое произведение на мифологический или исторический сюжет.
Языком кавьи может быть санскрит, пракрит или апабхрамша, формой изложения — метрическая (padya), прозаическая (gadya) или смешанная (miçra).
Европейские исследователи обычно употребляют термин «кавья» для обозначения метрических форм (кавья — литературный эпос, Kunstepos), применяя к прозаическим термин «роман».